# 진 트리플혼
진 트리플혼(Jeanne Tripplehorn, 1963년 6월 10일 ~ )은 미국의 배우다. 1990년대 초반에 안톤 체홉의 "브로드웨이의 세 자매들"을 포함한 몇몇 작품에 출연하면서 연극계에서 활동을 시작하였다. 에로틱 스릴러인 "원초적 본능(1992)"에서 심리분석 경찰 역할로 영화계에 데뷔하였다. 또한 "야망의 함정(The Firm, 1993)", "워터월드(1995)"와 "슬라이딩 도어즈(1998)"에 출연하였다.텔레비전 드라마로는 HBO 드라마 시리즈 "빅 러브""에서 바바라 헨릭슨 역으로 출연하였고, CBS 경찰 드라마 "크리미널 마인드"에서 알렉스 블레이크 역을 담당하였다. 2009년에 HBO 영화 "그레이 가든즈"의 재클린 케네디 오나시스 역할로 에미상 프라임타임 에미 어워드에 후보로 지명되었다.

## 출연 작품

### 영화
- 원초적 본능
- 워터월드
- 베리 배드 씽

### 드라마
- 크리미널 마인드 시즌 8 - 알렉스 블레이크 역